# Sebastian de Toro
Sebastian de Toro, född 24 juli 1976 i Rosengård, är en svensk ekonom, socialdemokratisk politiker och författare. Mellan 2021 och 2022 var de Toro statssekreterare på Justitiedepartementet, efter att 2019–2021 haft samma befattning på Infrastrukturdepartementet.

## Författarskap
Sebastian de Toro har publicerat ett flertal artiklar i tidningar och tidskrifter. Han har också skrivit ett antal böcker, bland annat om ekonomi och om utbildningspolitiken i EU-länderna.